# Fritz Brechtel
Friedrich Michael „Fritz“ Brechtel (* 3. Januar 1955 in Herxheim bei Landau/Pfalz) ist ein deutscher Politiker (CDU). Von 2001 bis 2024 war er Landrat des Landkreises Germersheim.

## Werdegang
Nach dem Abitur in Germersheim studierte Brechtel ab 1973 Biologie und Sport an der Albert-Ludwigs-Universität Freiburg und Universität Karlsruhe. 1986 wurde er promoviert. Danach war er Umweltreferent bei der Bezirksregierung Rheinhessen-Pfalz und Gruppenleiter beim Landesamt für Umweltschutz und Gewerbeaufsicht in Oppenheim. Von 1993 bis 2001 war Brechtel Abteilungsleiter am Museum für Naturkunde Karlsruhe.
Als CDU-Mitglied wurde Brechtel in den Gemeinderat von Rülzheim und den Verbandsgemeinderat der gleichnamigen Verbandsgemeinde gewählt. Von 1991 bis 2001 war er ehrenamtlicher Beigeordneter des Landkreises Germersheim. 2001 setzte er sich bei der ersten Direktwahl zum Landrat durch. 2009 und 2017 wurde er wiedergewählt.
Von 14. Oktober 2017 bis 3. Dezember 2024 war Brechtel Verbandsvorsteher des Zweckverbandes ÖPNV Rheinland-Pfalz Süd.
Am 11. Juni 2019 wählte die Verbandsversammlung des Sparkassenverbands Rheinland-Pfalz  Brechtel zum neuen Verbandsvorsitzenden.
Im Rahmen einer Kreistagssitzung am 25. September 2023 kündigte Brechtel seinen Rücktritt zum 30. November 2024 an. Ihm folgte Martin Brandl nach.
Sein Sohn ist der Fußballspieler Patrick Brechtel.